# Iara Venanzi
Iara Venanzi (5 de fevereiro de 1957, São Paulo) é uma fotógrafa brasileira.
A fotógrafa tem fotos publicadas nas revistas: Ícaro, Marie Claire, Criativa, Yatch, Fastlife, Airlines Business, Vida Simples, Diálogo Médico e Sabor.